# Episodi di NCIS: Los Angeles (nona stagione)
La nona stagione della serie televisiva NCIS: Los Angeles è stata trasmessa in prima visione assoluta negli Stati Uniti d'America da CBS dal 1º ottobre 2017 al 20 maggio 2018.
In Italia la prima parte della stagione (episodi nº 1-14) è stata trasmessa in prima visione assoluta su Rai 2 dal 17 febbraio al 19 maggio 2018, mentre la seconda parte (episodi nº 15-24) è stata trasmessa in prima visione assoluta su Rai 2  dal 6 ottobre al 15 dicembre 2018.
| nº | Titolo originale                | Titolo italiano    | Prima TV USA     | Prima TV Italia  |
| -- | ------------------------------- | ------------------ | ---------------- | ---------------- |
| 1  | Party Crashers                  | Il guastafeste     | 1º ottobre 2017  | 17 febbraio 2018 |
| 2  | Se Murio El Payaso              | Falsità            | 8 ottobre 2017   | 24 febbraio 2018 |
| 3  | Assets                          | Nuovi equilibri    | 15 ottobre 2017  | 3 marzo 2018     |
| 4  | Plain Sight                     | Addio alle armi    | 22 ottobre 2017  | 10 marzo 2018    |
| 5  | Mountebank                      | Alias              | 29 ottobre 2017  | 17 marzo 2018    |
| 6  | Can I Get a Witness?            | Mele marce         | 5 novembre 2017  | 24 marzo 2018    |
| 7  | The Silo                        | Minaccia nucleare  | 12 novembre 2017 | 31 marzo 2018    |
| 8  | This Is What We Do              | Vecchie ferite     | 19 novembre 2017 | 7 aprile 2018    |
| 9  | Fool Me Twice                   | Fidarsi è bene     | 26 novembre 2017 | 14 aprile 2018   |
| 10 | Forasteira                      | Nel nome del padre | 10 dicembre 2017 | 21 aprile 2018   |
| 11 | All is Bright                   | Luci e ombre       | 17 dicembre 2017 | 28 aprile 2018   |
| 12 | Under Pressure                  | Un posto migliore  | 7 gennaio 2018   | 5 maggio 2018    |
| 13 | Các Tù Nhân                     | Tigre contro tigre | 14 gennaio 2018  | 12 maggio 2018   |
| 14 | Goodbye, Vietnam                | Missione Vietnam   | 11 marzo 2018    | 19 maggio 2018   |
| 15 | Liabilities                     | Oneri e onori      | 18 marzo 2018    | 6 ottobre 2018   |
| 16 | Warrior of Peace                | Guerriero di pace  | 25 marzo 2018    | 13 ottobre 2018  |
| 17 | The Monster                     | L'officina         | 1º aprile 2018   | 20 ottobre 2018  |
| 18 | Vendetta                        | Vendetta           | 8 aprile 2018    | 27 ottobre 2018  |
| 19 | Outside the Lines               | Oltre il limite    | 22 aprile 2018   | 3 novembre 2018  |
| 20 | Reentry                         | Punto di ritorno   | 29 aprile 2018   | 10 novembre 2018 |
| 21 | Where Everybody Knows Your Name | John Doe           | 6 maggio 2018    | 24 novembre 2018 |
| 22 | Venganza                        | Faccia a faccia    | 13 maggio 2018   | 1º dicembre 2018 |
| 23 | A Line in the Sand              | Promesse           | 20 maggio 2018   | 8 dicembre 2018  |
| 24 | Ninguna Salida                  | Senza uscita       | 20 maggio 2018   | 15 dicembre 2018 |

## Il guastafeste
- Titolo originale: Party Crashers
- Diretto da: John Peter Kousakis
- Scritto da: R. Scott Gemmill

### Trama
Mentre Hetty rassegna le dimissioni e scompare, Shay Mosley (Vicedirettore Esecutivo per le Operazioni nel Pacifico), accompagnata dall'Agente Harley Hidoko, arriva a Los Angeles per supervisionare la squadra in sostituzione di Granger. Nel frattempo, la squadra si occupa della morte di un agente sud coreano, che indagava sul programma missilistico della Corea del Nord, e alla fine riescono a sventare un attentato grazie a Callen e Sam che si gettano nell'oceano per fare scoppiare una bomba. Deeks viene rispedito al LAPD, ma dopo un confronto tra Callen e la Mosley viene riammesso in squadra.
- Ascolti USA: telespettatori 8 950 000[1]
- Ascolti Italia: telespettatori 1 313 000 – share 5,44%[2]

## Falsità
- Titolo originale: Se Murio El Payaso
- Diretto da: Rick Tunell
- Scritto da: Kyle Harimoto

### Trama
Quando la figlia di un noto falsario arriva a Los Angeles, Sam viene mandato sotto copertura nei panni di un finanziere per dare una mano all'Agente dei Servizi Segreti Nicole DeChamps, e nel frattempo Callen e Anna indagano sui componenti della sua famiglia. Hetty si trova ad Ho Chi Minh City in Vietnam, e corrompe una guardia della prigione per poter parlare con Harris Keane, un uomo che lei credeva morto in un incidente in elicottero molti anni fa. Callen scopre la passione di Anna per i videogiochi.
- Altri interpreti: Bar Paly (Anna)
- Ascolti USA: telespettatori 8 460 000[3]
- Ascolti Italia: telespettatori 1 254 000 – share 4,99%[4]

## Nuovi equilibri
- Titolo originale: Assets
- Diretto da: Tawnia McKiernan
- Scritto da: Kyle Harimoto

### Trama
Indagando sull'omicidio di una tenente della Marina in licenza a Los Angeles, la squadra dell'NCIS scopre informazioni di sorveglianza riservate portate clandestinamente in città che potrebbero essere state vendute a un compratore straniero. Nel frattempo, Sam decide di vendere la casa e trasferirsi su una barca, che chiamerà Michelle come la moglie morta.
- Ascolti USA: telespettatori 8 650 000[5]
- Ascolti Italia: telespettatori 1 456 000 – share 5,73%[6]

## Addio alle armi
- Titolo originale: Plain Sight
- Diretto da: Dennis Smith
- Scritto da: Joseph C. Wilson

### Trama
Dopo il furto di un carico di armi del valore di 1 milione di dollari, la squadra cerca le prove durante un evento di beneficenza. Mosley viene aggiunta alla lista degli invitati con Callen e Sam come sue guardie del corpo.
- Ascolti USA: telespettatori 8 180 000[7]
- Ascolti Italia: telespettatori 1 337 000 – share 5,55%[8]

## Alias
- Titolo originale: Mountebank
- Diretto da: Terrence O'Hara
- Scritto da: Jordana Lewis Jaffe

### Trama
Sam va sotto copertura quando uno speculatore finanziario viene assassinato, dopo che si sospettano legami tra un importante banchiere e Abraham Sokolov, un oligarca russo. Kensi e Deeks vanno a parlare con Arkady Kolcheck. Inoltre, uno degli alias di Callen è vittima di un furto di carta di credito e la Mosley teme che ciò possa compromettere l'operazione, ma l'agente rintraccerà il responsabile scoprendo che si tratta di un ragazzo che ha vissuto in uno dei centri in cui era stato Callen durante l'infanzia e deciderà perciò di non arrestarlo.
- Ascolti USA: telespettatori 7 500 000[9]
- Ascolti Italia: telespettatori 1 293 000 – share 5,25%[10]

## Mele marce
- Titolo originale: Can I Get a Witness?
- Diretto da: James Hanlon
- Scritto da: Chad Mazero

### Trama
Il team di Callen indaga su un caso di un virus killer creato in un laboratorio, nel quale si sospetta siano coinvolti dei poliziotti corrotti, tra cui il Tenente Bates, ex capo di Deeks nel LAPD; quest'ultimo viene contattato dalla Detective Whiting affinché convinca Bates a consegnarsi dopo che ha sparato a due poliziotti, e Deeks è l'unico di cui si fida. Per fare in modo che Deeks accetti, la Detective Whiting gli fa capire che si ricorda della sua confessione e potrebbe sempre usarla contro di lui. Hetty si trova ancora in Vietnam dove, dopo essersi fatta raccontare da Keane i dettagli sulla sua fuga e successiva cattura, viene presa in ostaggio da Dang.
- Ascolti USA: telespettatori 8 030 000[11]
- Ascolti Italia: telespettatori 1 331 000 – share 5,60%[12]

## Minaccia nucleare
- Titolo originale: The Silo
- Diretto da: James Whitmore Jr.
- Scritto da: Frank Military

### Trama
Tre ufficiali dell'Aeronautica prendono il controllo di un centro missilistico con l’intenzione di lanciare missili nucleari sulle nazioni islamiche per debellare il terrorismo. Uno di questi è il Tenente Miller che dieci anni prima aveva avuto una relazione sentimentale con Kensi. Quest’ultima viene inviata alla base per tentare di convincere l'uomo a desistere. Nel frattempo la squadra di Callen indaga sulle vite dei tre ufficiali per scoprire cosa li lega, arrivando a rintracciare un professore di Psicologia.
- Ascolti USA: telespettatori 7 860 000[13]
- Ascolti Italia: telespettatori 1 321 000 – share 5,41%[14]

## Vecchie ferite
- Titolo originale: This Is What We Do
- Diretto da: John Peter Kousakis
- Scritto da: R. Scott Gemmill

### Trama
La squadra di Callen deve catturare un gruppo che ha attraversato illegalmente la frontiera uccidendo dei clandestini trasportati in un autocarro e alcuni agenti di confine. L'unico testimone è un bambino di nome Enrique, da cui la Mosley cerca di ottenere informazioni sugli assalitori. La Divisione Intelligence della Sicurezza Nazionale invia Sydney Jones, sorella maggiore di Nell, ad assistere l’NCIS; Kensi si trova faccia a faccia con Ahmed Han Asakeem, il terrorista responsabile del lancio del razzo in Siria che l'aveva fatta cadere in coma nell'ottava stagione. Sam si dà malato, ma Callen lo trova addormentato sulla sua barca dopo aver preso una sbronza il giorno precedente, anniversario suo e di Michelle. Intanto Hetty è ancora prigioniera di Dang, che ha intenzione di venderla al miglior offerente. Mosley rivela a Sam di avere un figlio di nome Derrick.
- Ascolti USA: telespettatori 6 950 000[15]
- Ascolti Italia: telespettatori 1 346 000 – share 5,62%[16]

## Fidarsi è bene
- Titolo originale: Fool Me Twice
- Diretto da: Benny Boom
- Scritto da: Andrew Bartels

### Trama
Joelle Taylor, ex ragazza di Callen e agente della CIA, viene rapita e dopo essersi liberata da sola riesce a scappare, presentandosi in casa di Callen per chiedergli aiuto. Inizialmente lui non ha intenzione di ascoltarla, non avendole perdonato il tradimento e il suo ruolo nella questione della talpa della stagione precedente, ma quando lei gli chiede protezione per il proprio marito e loro figlio, lui accetta. Insieme al resto della squadra identificano uno dei rapitori, a cui segue un violento scontro a fuoco; mentre l'uomo sta per sparare a Joelle, Callen lo uccide. Alla fine Callen che ferma l'auto davanti a casa della ragazza dicendole che la sua famiglia merita di sapere la verità; lei risponde che prima deve scovare gli altri membri del gruppo che l'ha rapita ed è meglio che il marito e il figlio la credano morta per stare al sicuro.
- Ascolti USA: telespettatori 7 640 000[17]
- Ascolti Italia: telespettatori 1 471 000 – share 6,21%[18]

## Nel nome del padre
- Titolo originale: Forasteira
- Diretto da: Eric Pot
- Scritto da: Erin Broadhurst

### Trama
Il team di Callen indaga sull'omicidio di tre persone avvenuto in un bar poi fatto esplodere da parte di una killer professionista brasiliana in cerca di vendetta per la morte del padre che sembra intenzionata a non fermarsi. Kensi riuscirà a convincere la giovane a non lanciare un missile sulla casa galleggiante raccontandole della morte del padre. Deeks non partecipa alle indagini per aiutare Guy, il personal trainer/ragazzo di sua madre, a recuperare degli oggetti personali che gli sono stati rubati.
- Ascolti USA: telespettatori 7 530 000[19]
- Ascolti Italia: telespettatori 1 124 000 – share 4,99%[20]

## Luci e ombre
- Titolo originale: All is Bright
- Diretto da: Ruba Nadda
- Scritto da: Chad Mazero

### Trama
Il team di Callen indaga su un blackout che ha colpito la parte ovest di Los Angeles. Tale evento è stato architettato da un cartello della droga messicano per permettere l’evasione di un detenuto (leader del cartello stesso) dal carcere. Mosley, malgrado non ami il Natale e infrangendo la sua stessa regola, sorprende i membri della squadra con la sede operativa addobbata grazie anche all'aiuto di Nell. Callen rintraccia Finn, il ragazzo che aveva rubato una delle sue identità e che era sparito dall'appartamento che aveva affittato, e si offre di accompagnarlo a portare regali agli altri ragazzi dell'orfanotrofio in cui anche lui stesso era stato.
- Ascolti USA: telespettatori 7 210 000[21]
- Ascolti Italia: telespettatori 1 065 000 – share 4,57%[22]

## Un posto migliore
- Titolo originale: Under Pressure
- Diretto da: Diana C. Valentine
- Scritto da: Joe Sachs

### Trama
Il team di Callen indaga sulla morte di un giovane bruciato con il napalm. Le indagini conducono prima ad una studentessa vittima di cyberbullismo, poi ad una coppia di ambientalisti (padre e figlio) che vogliono far esplodere un pozzo di metano sotterraneo per distruggere un intero quartiere di Los Angeles con lo scopo di fare aprire gli occhi alle persone sui danni che, ad esempio, i combustibili fossili causano all'ambiente. Deeks non partecipa alle indagini perché chiamato a fare un corso di gestione emergenze alla Polizia, però sfida i colleghi a risolvere un indovinello.
- Ascolti USA: telespettatori 7 870 000[23]
- Ascolti Italia: telespettatori 1 277 000 – share 5,41%[24]

## Tigre contro tigre
- Titolo originale: Các Tù Nhân
- Diretto da: James Hanlon
- Scritto da: R. Scott Gemmill

### Trama
Mentre Hetty è ancora prigioniera in Vietnam, Eric e Nell grazie ad un indizio capiscono dove si trova la donna. Aiutato dalla Mosley, il team di Callen parte per il Vietnam con l’intenzione di rintracciare Hetty.
- Ascolti USA: telespettatori 9 120 000[25]
- Ascolti Italia: telespettatori 1 294 000 – share 5,75%[26]

## Missione Vietnam
- Titolo originale: Goodbye, Vietnam
- Diretto da: John Peter Kousakis
- Scritto da: R. Scott Gemmill

### Trama
La squadra dell'NCIS deve lavorare con la vecchia unità di Hetty per localizzarla prima che venga venduta, mentre Nell ed Eric lavorano con Sydney per scoprire delle informazioni che possano aiutare la squadra.
- Guest star: David Huynh (barista)
- Ascolti USA: telespettatori 8 030 000[27]
- Ascolti Italia: telespettatori 1 197 000 – share 5,43%[28]

## Oneri e onori
- Titolo originale: Liabilities
- Diretto da: Lili Mariye
- Scritto da: Kyle Harimoto

### Trama
La squadra è sulle tracce di Keith e Lynne Stiger; Callen e Sam entrano in una capanna dove pensano si nascondano i due, ma fanno appena in tempo ad uscire che la struttura esplode. A incendio domato viene rinvenuto il corpo di Lynne e diventa chiaro che ad ucciderla è stato il marito. Da ulteriori indagini spunta il nome di Jennifer Kim, la figlia disconosciuta di Granger ed ex spia nordcoreana, che è l'unica in grado di aiutarli a sventare un attacco terroristico da parte di un agente nord coreano a Los Angeles. Hetty ridefinisce l'ufficio dopo il suo ritorno, specialmente nei confronti di Mosley, mentre quest'ultima le fa capire che è stata mandata in città per dividere la squadra. Callen e Sam vengono a sapere da Jennifer che Granger era suo padre e che dopo aver lasciato l'ospedale ha passato l'ultima settimana della sua vita con lei per conoscerla; una mattina lei lo ha trovato morto appoggiato ad un maestoso albero sul retro della casa sicura, così lo ha seppellito ai suoi piedi in modo che potesse contemplare la vallata circostante.
- Ascolti USA: telespettatori 8 020 000[30]
- Ascolti Italia: telespettatori 1 050 000 – share 4,75%[31]

## Guerriero di pace
- Titolo originale: Warrior of Peace
- Diretto da: Terence Nightingall
- Scritto da: Andrew Bartels

### Trama
Il padre di Callen viene prelevato da Agenti del Dipartimento di Stato e del Servizio di Sicurezza Diplomatica mentre si trova a casa di Alexandra per essere scambiato con due fotografi americani, tenuti in ostaggio in Iran. Contattando Sabatino, Callen scopre che la decisione viene da pezzi grossi della Russia, in particolare da Pavel Volkoff, ora capo dell'FSB (i Servizi Segreti russi) e acerrimo nemico del padre. Per cercare di risolvere la situazione, la squadra decide di offrire ai russi la loro vecchia conoscenza Anatoli Kirkin, ma poi quest'ultimo viene "rapito" e il piano salta; alla fine il padre di Callen si consegna ai russi dicendo addio al figlio e ad Alex.
- Ascolti USA: telespettatori 8 580 000[32]
- Ascolti Italia: telespettatori 1 126 000 – share 5,19%[33]

## L'officina
- Titolo originale: The Monster
- Diretto da: Dennis Smith
- Scritto da: Adam George Key e Frank Military

### Trama
Per indagare sul caso di un Capitano di Corvetta scomparso, la Mosley mette Kensi in coppia con Sam e Deeks con Hidoko; le indagini conducono ad una donna che lavora al Consolato cinese (in realtà un'americana appartenente ai Servizi Segreti) e ad un'officina meccanica i cui dipendenti si mostrano eccessivamente disponibili a rispondere alle domande. Alla fine gli agenti capiscono di essere stati ingannati: quelli con cui avevano parlato sono effettivamente i killer, che, utilizzando le loro vittime, allestiscono macabri spettacoli per spettatori disposti a pagare. La Mosley sceglie Callen per farle da "partner", assistendo l'ATF in un'operazione che ha come obiettivo la cattura di Spencer Williams, un trafficante d'armi, ma quest'ultimo riesce a fuggire; avendo capito che per il Vicedirettore è una faccenda personale, Callen la sprona a dirgli la verità, quindi la Mosley gli rivela che Williams è il padre di suo figlio e che quando ha lasciato gli USA lo ha preso con sé. Callen le promette che farà tutto il possibile per riportarle indietro il bambino.
- Ascolti USA: telespettatori 7 120 000[34]
- Ascolti Italia: telespettatori 1 178 000 – share 5,51%[35]

## Vendetta
- Titolo originale: Vendetta
- Diretto da: James Whitmore Jr
- Scritto da: Jordana Lewis Jaffe

### Trama
Arkady si presenta alla porta della casa di Callen dicendogli di essere preoccupato per Vladlena Sokolov, sorella di Abram, poiché la sera prima gli ha mandato un SMS con scritto di aver bisogno di lui e non si è più fatta vedere al club del poker che di solito frequenta; Arkady teme che Abram possa essere tornato negli Stati Uniti per vendicarsi delle persone che hanno mandato a monte la sua attività di riciclaggio di denaro, quindi la squadra NCIS, la sorella e Leigha Winters, direttrice della banca di investimento (entrambe infatti avevano collaborato fornendo informazioni). Durante le indagini, Callen e i colleghi si imbattono in Anna e nel suo partner dell'ATF, i quali stanno seguendo un caso di furto di whisky e sigarette e sospettano di Sokolov. A seguito di un inseguimento, Anna gli spara, uccidendolo, credendo che stesse tirando fuori la pistola; quando Callen la raggiunge si rende conto che l'uomo era disarmato.
- Ascolti USA: telespettatori 8 140 000[37]
- Ascolti Italia: telespettatori 1 102 000 – share 4,84%[38]

## Oltre il limite
- Titolo originale: Outside the Lines
- Diretto da: Suzanne Saltz
- Scritto da: Joseph C. Wilson

### Trama
A seguito di una rapina di oltre 10 milioni di dollari in bitcoin in un'agenzia di criptovalute, Sam riprende l'alias di Switch e, accompagnato da Hidoko, va a trovare Dana King (la donna che gestiva il traffico di droga in cui era implicato il Procuratore Gibson nell'ottava stagione e verso cui Sam si era sentito attratto) nella location segreta in cui si trova dal momento in cui ha testimoniato, per cercare di arrivare a uno dei più grandi narcotrafficanti di Los Angeles. Durante uno scontro, Hidoko viene ferita ma si salva grazie al giubbotto antiproiettile, mentre Sam viene rapito da uno dei criminali perché tradito da King in cambio della libertà; sta per essere ucciso quando la donna spara agli altri uomini e lo libera, venendo comunque arrestata. Deeks esprime a Callen l'intenzione di comprare un bar.
- Ascolti USA: telespettatori 7 570 000[39]
- Ascolti Italia: telespettatori 1 143 000 – share 5,20%[40]

## Punto di ritorno
- Titolo originale: Reentry
- Diretto da: Eric Pot
- Scritto da: Lee A. Carlisle e Andrew Bartels

### Trama
Callen, Sam e Nell si recano nella foresta di Los Padres alla ricerca del contenuto top secret di un razzo andato perso dopo un lancio fallito. Hetty accompagna Keane sulla tomba di George Nelson, un membro della loro vecchia unità morto a causa dell'agente arancio, e gli racconta di Granger.
- Ascolti USA: telespettatori 7 620 000[41]
- Ascolti Italia: telespettatori 1 224 000 – share 5,52%[42]

## John Doe
- Titolo originale: Where Everybody Knows Your Name
- Diretto da: Rick Tunell
- Scritto da: Chad Mazero e Jordana Lewis Jaffe

### Trama
L'NCIS viene coinvolta nelle indagini sulla morte di un Marine probabilmente vittima di overdose da oppioidi il caso si scopre collegato all'arrivo di un carico di Carfentanil seguito dalla giovane, intraprendente ed esuberante Agente Zoe Morris dell'FBI grazie ad una soffiata anonima. Sebbene inizialmente Callen e Sam si rifiutino di aiutarla dopo aver scoperto che l'FBI non è al corrente dell'indagine "personale" dell'Agente, poi cambiano idea, riconoscendone l'intuito. Alla fine emerge che il Marine si è suicidato per errore, essendo entrato in contatto con il carfentanil (100 volte più potente del fentanyl), e la squadra fa in modo che abbia una degna sepoltura. Deeks si offre di portare i colleghi a bere qualcosa dicendo di conoscere un posto e, arrivati nel locale, annuncia di averlo comprato per trasformarlo in un bar Kensi resta sorpresa ma poi gli dà il suo completo appoggio.
- Ascolti USA: telespettatori 7 710 000[43]
- Ascolti Italia: telespettatori 1 187 000 – share 5,31%[44]

## Faccia a faccia
- Titolo originale: Venganza
- Diretto da: Yangzom Brauen
- Scritto da: Erin Broadhurst e Kyle Harimoto

### Trama
La squadra indaga sull'omicidio di una detenuta di una prigione federale, Claudia Diaz, figlia adottiva di un noto falsario. Sam lavora nuovamente con l'Agente Nicole DeChamps, ora passata all'NCIS; mentre Callen va a Glendale a trovare Anna dopo la convocazione da parte della Commissione degli Affari Interni dell'ATF per essere interrogato sulla morte di Sokolov e sul ruolo della Kolcheck durante il caso congiunto NCIS-ATF. Lei gli chiede di dire soltanto la verità, ovvero che lui non era presente quando Anna ha sparato. Kensi e Deeks trovano la location perfetta per il loro matrimonio.
- Ascolti USA: telespettatori 7 320 000[46]
- Ascolti Italia: telespettatori 1 302 000 – share 5,71%[47]

## Promesse
- Titolo originale: A Line in the Sand
- Diretto da: Frank Military
- Scritto da: Frank Military

### Trama
In seguito a un conflitto a fuoco in cui Sam viene ferito, la squadra scopre un indizio su Spencer Williams, il contrabbandiere di armi padre di Derrick, il figlio della Mosley. Quest'ultima vuole a tutti i costi riavere il bambino ed è perciò intenzionata a recarsi in Messico (dove si trova al momento Williams con Derrick) infrangendo ogni protocollo e senza ascoltare nessuno, soprattutto Callen che tenta di farla ragionare, sapendo comunque di averle fatto una promessa. Egli tenta anche di fare desistere Sam dall'idea di partire per via della sua ferita, ma invano. Il vicedirettore arriva persino a licenziare Deeks nel momento in cui quest'ultimo la accusa apertamente di comportamento irrispettoso e noncurante verso i membri della squadra; più tardi le chiede scusa, ma lei è irremovibile, esigendo che lui raccolga le sue cose e torni alla Polizia. Anche Hetty esprime la sua preoccupazione per la missione non autorizzata e per l'avventatezza della Mosley, tuttavia non ferma l'aereo che dovrebbe portare i ragazzi in Messico. Kensi e Deeks hanno un brutto litigio che assomiglia a una rottura, al termine del quale lui annulla il matrimonio e le dice che se lei vorrà continuare a fare il suo lavoro lui la lascerà; lei ci rimane molto male e decide di unirsi a Callen e Sam per la missione. Nonostante il loro scontro, Deeks la raggiunge sull'aereo affermando che sarà suo partner per quest'ultima volta.
- Ascolti USA: telespettatori 7 820 000[48]
- Ascolti Italia: telespettatori 1 301 000 – share 5,91%[49]

## Senza uscita
- Titolo originale: Ninguna Salida
- Diretto da: John Peter Kousakis
- Scritto da: Joe Sachs e R. Scott Gemmil

### Trama
Malgrado diversi membri della squadra abbiano forti riserve, l'NCIS vola a Los Mochis, in Messico, per una rischiosa missione nel tentativo di localizzare e salvare il figlio di Mosley, chiuso nella villa del Generale Vasquez; essi hanno solo 48 ore di tempo. Hetty dà loro il nome di Arlo Turk, una persona che potrebbe aiutarli: sarà lui infatti ad evitare che vengano uccisi dagli uomini di Williams. Inoltre, dopo aver rinvenuto un misterioso cumulo di ceneri, la squadra comincia ad avere forti preoccupazioni sulla sorte di Hidoko, recatasi in Messico prima degli altri senza autorizzazione e senza avvertire nessuno. Eric e Nell scoprono che anche la Mosley è partita ed Hetty teme possa commettere qualche sciocchezza. Con uno stratagemma, i ragazzi riescono a fare uscire Derrick dalla villa e a imbarcarlo sull'elicottero del ritorno, dove raggiunge la madre; mentre Kensi, Deeks, Callen e Sam si stanno dirigendo alla seconda via di fuga, un razzo lanciato dai messicani colpisce il fuoristrada facendolo saltare in aria e lasciando incognito il destino dei quattro agenti. L'episodio finisce mostrando questi ultimi privi di sensi e gravemente feriti all'interno della vettura.
- Ascolti USA: telespettatori 7 820 000[48]
- Ascolti Italia: telespettatori 1 328 000 – share 6,10%[50]